# Les Marchands de rêves
Albums de Corneille
Parce qu'on vient de loin
(2002) The Birth of Corneilius
(2007)
Les Marchands de rêves est le deuxième album solo de Corneille, sorti en France en novembre 2005.

## Titres
| 1.    | Reposez en paix            | 3:30 |
| 2.    | Lettre à la Maison-Blanche | 7:10 |
| 3.    | Si tu savais               | 5:08 |
| 4.    | Sur la tombe de mes gens   | 3:39 |
| 5.    | Petite Sœur                | 5:10 |
| 6.    | Le bon Dieu est une femme  | 5:52 |
| 7.    | Les Marchands de rêves     | 4:27 |
| 8.    | Notre jour viendra         | 6:30 |
| 9.    | À vie                      | 4:34 |
| 10.   | Iwacu                      | 4:47 |
| 11.   | Toujours le même           | 4:12 |
| 12.   | Ça arrive                  | 4:42 |
| 13.   | Quand on aime tant         | 4:39 |
| 14.   | Viens                      | 4:39 |
| 68:00 |                            |      |

## Classements et certifications

### Classements hebdomadaires
| Classement (2005-2006)       | Meilleure position |
| ---------------------------- | ------------------ |
| Belgique (Wallonie Ultratop) | 6                  |
| France (SNEP)                | 3                  |
| Suisse (Schweizer Hitparade) | 34                 |

### Certifications
| Région                                                                                                 | Certification | Ventes/Streams |
| --- | ------------- | -------------- |
| France (SNEP)[réf. souhaitée]                                                                          | Platine       | 300 000*       |
| *Ventes selon la certification ^Mise en rayon selon la certification xNon précisé par la certification |               |                |